# Восере
Восере́ (фр. Vauxcéré) — коммуна во Франции, находится в регионе Пикардия. Департамент коммуны — Эна. Входит в состав кантона Фер-ан-Тарденуа. Округ коммуны — Суасон.
Код INSEE коммуны — 02771.

## Население
Население коммуны на 2010 год составляло 112 человек.
| 1962 | 1968 | 1975 | 1982 | 1990 | 1999 | 2010 |
| ---- | ---- | ---- | ---- | ---- | ---- | ---- |
| 112  | 104  | 82   | 90   | 83   | 96   | 112  |

## Экономика
В 2010 году среди 72 человек трудоспособного возраста (15—64 лет) 54 были экономически активными, 18 — неактивными (показатель активности — 75,0 %, в 1999 году было 70,8 %). Из 54 активных жителей работали 49 человек (30 мужчин и 19 женщин), безработных было 5 (2 мужчин и 3 женщины). Среди 18 неактивных 4 человека были учениками или студентами, 5 — пенсионерами, 9 были неактивными по другим причинам.